# Supplicant (计算机网络)
计算机网络中，supplicant（可翻译为“接入客户端”）是在点对点局域网段中的一种实体，请求authenticator鉴定身份以附加到连接的另一方。IEEE 802.1X标准使用术语"supplicant"指称硬件或软件。实践中，supplicant是一个应用程序安装在终端客户的计算机。用户调用supplicant并提交credential以连接这台计算机到一个安全网络。如果鉴定成功，authenticator会允许计算机连入网络。

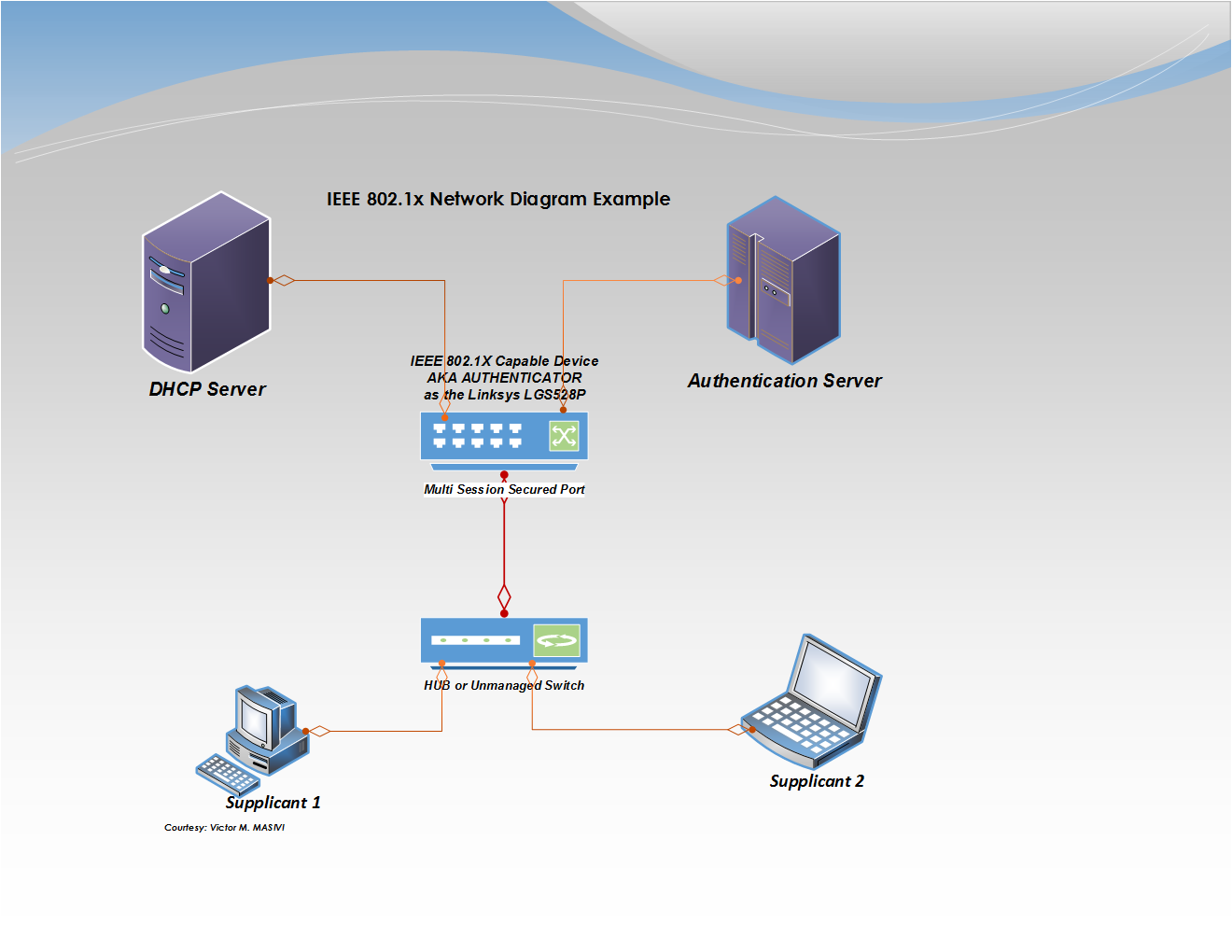
IEEE 802.1x 网络图示例。

在某些情境中，supplicant也称计算机网络中的用户或客户要求访问被IEEE 802.1X鉴定机制确保安全的网络资源。但"用户"或"客户"过于一般化了。特别是在无线网中，需要用IEEE 802.1X鉴定用户身份。

Microsoft环境下，互联网验证服务 (IAS)或Network Policy Server (NPS)是运行在鉴定服务器上的软件。

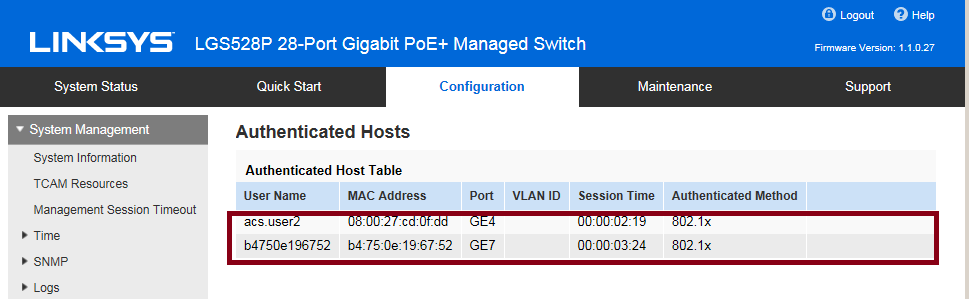
Linksys LGS528P交换机显示的鉴定用户清单。LGS528P扮演Authenticator角色。

## Supplicant清单
Supplicant包含在但不限于：
- Windows 2000/XP 内建
  - Windows 2000 Service Pack 4
  - Windows XP Service Pack 2
- Mac OS X 内建 ("Internet Connect（英语：Internet Connect）" 工具)
  - OS 10.3 或更高版本
- AnyConnect Network Access Manager
- Odyssey
- SecureW2[4]
- wpa supplicant（英语：wpa supplicant）

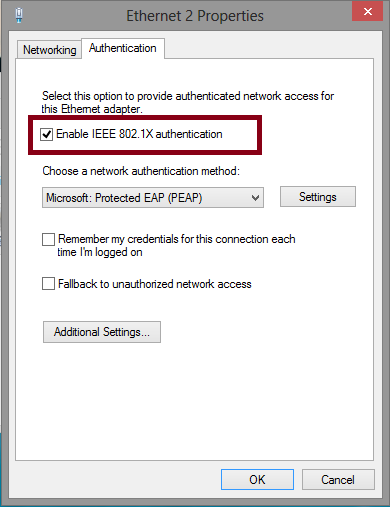
网卡属性窗口允许或禁止IEEE 802.1x鉴定。

- Xsupplicant（英语：Xsupplicant）